# 玉陵
26°13′05.9″N 127°42′53.1″E / 26.218306°N 127.714750°E
玉陵（琉球語：／ ），又稱玉御殿或靈御殿，是琉球國第二尚氏王朝歷代國王的陵墓。位于現沖繩縣那霸市首里金城町。1501年（明弘治十四年），第三代國王尚真王（1477年至1526年在位）為改葬其父尚圓王而修建。1972年被指定为“史迹”；2018年被指定为“国宝”。目前玉陵已經被列為世界遺產，是琉球最大的破風墓。

## 概要
整個玉陵可分為中室、東室和西室3部分。中室為放置葬禮後洗骨前遺骨的房間，東室安放洗骨後的國王、王妃的遺骨廚子甕，西室安葬其它王室成員。建造物外是被石壁隔開的外庭和中庭，中庭是用珊瑚礁碎片铺成。
在第二次世界大戰中，玉陵的東室、西室被嚴重破壞。現在能看見的大部分建筑都是第二次世界大戰之后重新建設的。為紀念在第二次世界大戰中死亡的沖繩縣立一中的學生而建立的「一中健兒之塔」就在玉陵附近。
2000年，以「琉球王國的城堡以及相關遺產群」的一部分而登入世界遺產名錄。除了世界遺產之外，玉陵也是指定史跡，玉陵墓室石牆為重要文化財。石雕獅子和玉陵碑為縣定有形文化財。

## 玉陵中的被葬者
玉陵的中庭豎立著一通石碑，該石碑於弘治十四年（1501年）九月由尚真王樹立，以平假名書寫，規定了有資格埋葬於玉陵的人物為以下九人及其後代：
1. 首里於義也嘉茂惠加那志 真嘉戸樽 首里之美御尊（首里おきやかもひかなし まあかとたる しよりのミ御ミ事）：即尚真王
2. 世添御殿之大按司 宇喜也嘉（よそひおとんの大あんし おきやか）：尚真王之母
3. 聞得大君之按司 音智殿茂金（きこゑ大きみのあんし おとちとのかもいかね）：尚真王之妹
4. 佐司笠之按司 真鍋樽（さすかさのあんし まなへたる）：尚真王長女
5. 中城之按司 真仁堯樽（中くすくのあんし まにきよたる）：即後來的尚清王
6. 今歸仁之按司 真武太金（ミやきせんのあんし まもいかな）：即尚韶威（日语：今帰仁朝典）（今歸仁王子朝典）
7. 越來之按司 真三良金（こゑくのあんし まさふろかね）：即尚龍德（日语：越来朝福）（越來王子朝福）
8. 金武之按司 真三良金（きんのあんし まさふろかね）：即金武王子尚享仁
9. 豐見城之按司 思武太金（とよミくすくのあんし おもひふたかね）：即豐見城王子尚源道

根據碑文，尚真王被廢嫡的長子尚維衡（浦添王子朝滿）、次子尚朝榮（大里王子）及二人的後代是沒有資格葬入玉陵，此目的是為了防止二人對王位構成威脅。然而尚清王繼位之後違反了這個約定，將尚維衡之女梅南葬入玉陵，此後又將尚維衡的遺骨遷葬入玉陵。此後各王子子孫也不能埋葬於此，而是葬於各家族的墳地中。因此玉陵中的埋葬者多為歷代國王和王妃。
1931年，琉球末代王世子尚典的夫人祥子（野嵩按司加那志）是最後一位被埋葬於玉陵的人物。
玉陵事實上的所有被葬者名單如下：
東室被葬者（40人、37個石廚子）：
1. 尚圓王 (1415–1476) (第二尚氏王朝初代王)
2. 尚真王 (1465–1526) (第3代王)、尚清王 (1497–1555) (第4代王)
3. 尚元王 (1528–1572) (第5代王)
4. 梅岳（尚元王妃） (1605年卒) (第3代聞得大君)
5. 尚永王 (1559–1588) (第6代王)、阿應理屋按司加那志 (日期不詳)
6. 向坤功（尚永王妃） (1562–1637)
7. 尚豐王 (1590–1640) (第8代王)
8. 尚梅岩（尚豐王妃） (生卒年不詳)、尚恭（尚豐王長子） (1612–1631)
9. 不詳
10. 馬蘭閨（尚豐王繼妃） (1588–1661)
11. 尚賢王 (1625–1647) (第9代王)
12. 向花囿（尚賢王妃） (1630–1666)
13. 尚質王 (1629–1668) (第10代王)
14. 向栢窓（尚質王妃） (1629–1699)
15. 尚貞王 (1645–1709) (第11代王)
16. 章月心（尚貞王妃） (1645–1703) (第6代聞得大君)
17. 尚純 (1660–1706) (尚貞王長子)
18. 毛義雲（尚純妃） (1664–1723) (第7代聞得大君)
19. 尚益王 (1678–1712) (第12代王)
20. 毛坤宏（尚益王妃） (1680–1745) (第8代聞得大君)
21. 尚敬王 (1700–1751) (第13代王)
22. 馬仁室（尚敬王妃） (1705–1779) (第9代聞得大君)
23. 尚穆王 (1739–1794) (第14代王)
24. 向淑德（尚穆王妃） (1740–1779)
25. 尚哲 (1759–1788) (尚穆王長子)
26. 向德澤（尚哲妃） (1762–1795) (第12代聞得大君)
27. 尚溫王 (1784–1802) (第15代王)
28. 向仙德（尚溫王妃） (1785–1869) (第14代聞得大君)
29. 尚成王 (1800–1803) (第16代王)
30. 尚灝王 (1787–1834) (第17代王)
31. 向順德（尚灝王妃） (1791–1854)
32. 尚育王 (1813–1847) (第18代王)
33. 向元貞（尚育王妃） (1814–1864)
34. 尚泰王 (1843–1901) (第19代王)
35. 章賢室（尚泰王妃） (1843–1868)
36. 尚典 (1864–1920) (尚泰王長子)
37. 尚祥子（尚典妃） (生卒年不詳)

- 中室被葬者：（1人、1個石廚子）：[2]

1. 不詳

- 西室被葬者：（32人、32個石廚子）：[2]

1. 不詳
2. 聞得大君月清 (生卒年不詳) (初代聞得大君)
3. 峰間聞得大君梅南 (尚維衡長女) (第2代聞得大君)、尚維衡 (尚真王長子) (生卒年不詳)
4. 尚韶威 (生卒年不詳) (尚真王三子，第二尚氏王朝初代北山監守)
5. 尚一枝（尚元王長女）(首里大君(高級祝女)) (1570年卒)
6. 毛雪嶺（尚元王夫人、毛龍唫之女） (生卒年不詳)
7. 毛梅嶺（尚元王夫人、毛泰運之女） (生卒年不詳)
8. 不詳
9. 不詳
10. 尚月嶺（尚永王次女）(1584–1653) (第4代聞得大君)
11. 不詳
12. 不詳
13. 不詳
14. 松涼月（尚豐王妃） (1597–1634)
15. 毛雪嶺（尚恭妃、毛泰運之女） (1697年卒)
16. 馬亮直（尚文妃、馬瑞彩之女） (生卒年不詳)
17. 不詳
18. 不詳
19. 不詳
20. 不詳
21. 尚久 （尚元王第三子、尚豐王之父）(1560–1620)
22. 尚膺（尚灝王次子） (1813–1815)
23. 尚健（尚灝王四子） (1818年生)
24. 尚腆（尚灝王七子） (1829–1833)
25. 尚濬（尚育王長子） (1832–1844)
26. 不詳
27. 不詳
28. 不詳
29. 不詳
30. 不詳
31. 不詳
32. 漢那政子（尚泰王五女、漢那憲和之妻）、東八重子（尚泰王六女、東逸泉（神山政良）之妻） (生卒年不詳)

- 其他被葬者（石廚子編號不詳）：

1. 尚法（尚哲王長子） (1781–1782)：先葬於西森御墓。乾隆五十九年（1794年）甲寅四月十三日，移葬於玉陵。
2. 尚洽（尚哲王三子） (1785–1795)：先葬於西森御墓，後移葬於西玉陵。
3. 木田大時，尚真王時代的占卜師，相傳被葬於玉陵，用以守衛這個王家陵園。[3]

## 建築
- 墓室（東室、中室、西室）
- 前門
- 後門
- 玉陵碑
- 玉陵奉圓館（展示館）

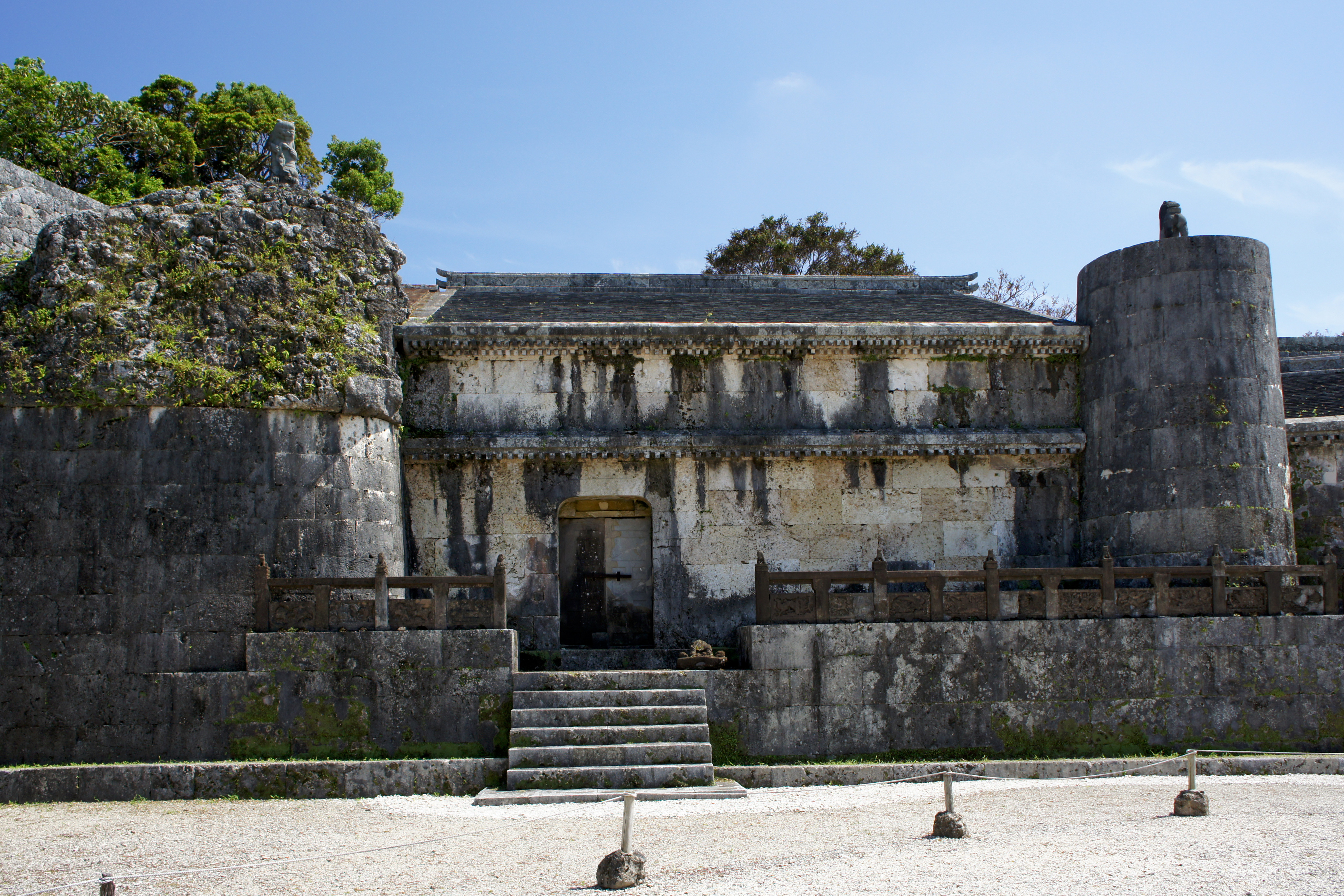
東室
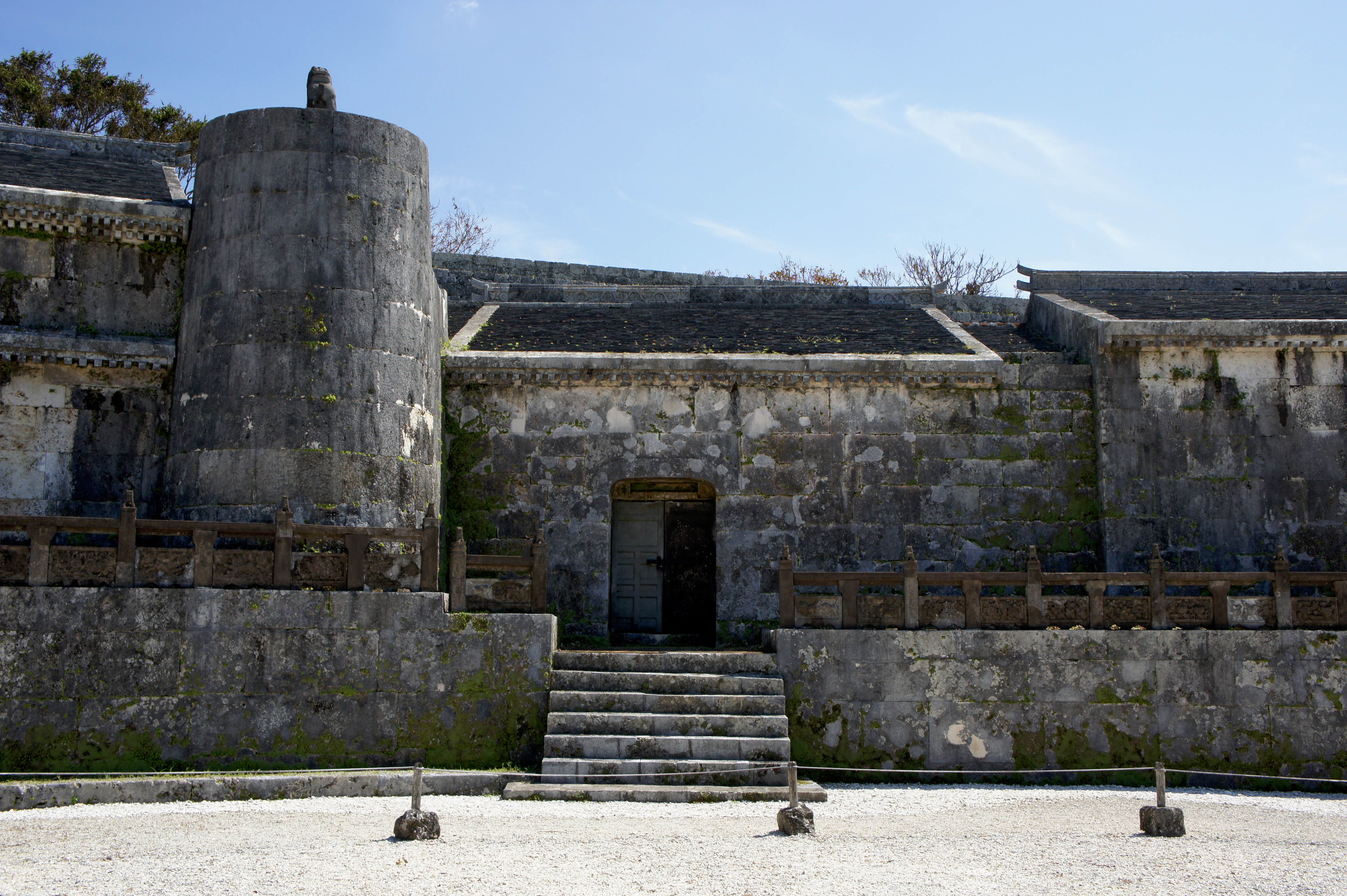
中室
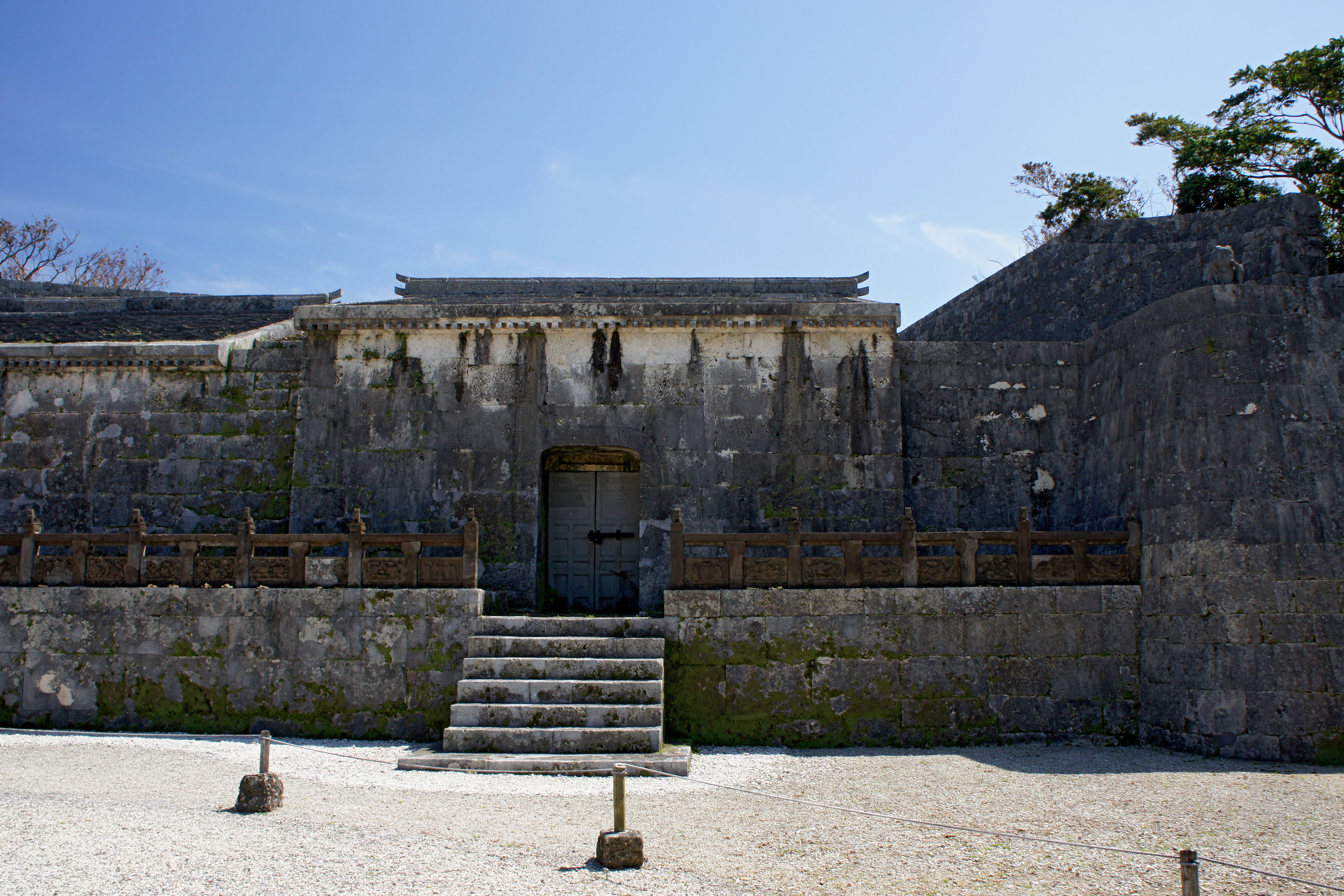
西室
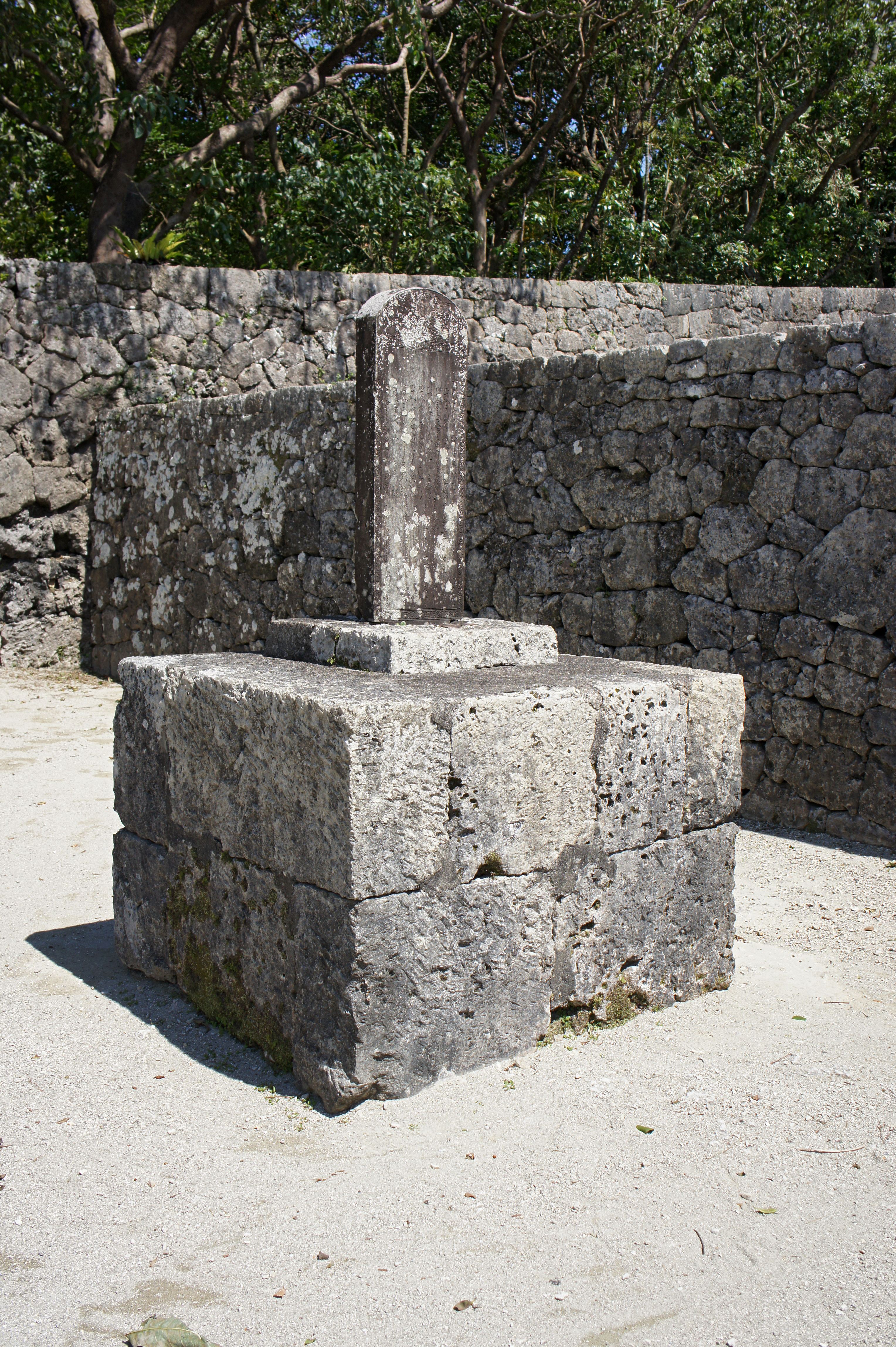
玉陵碑
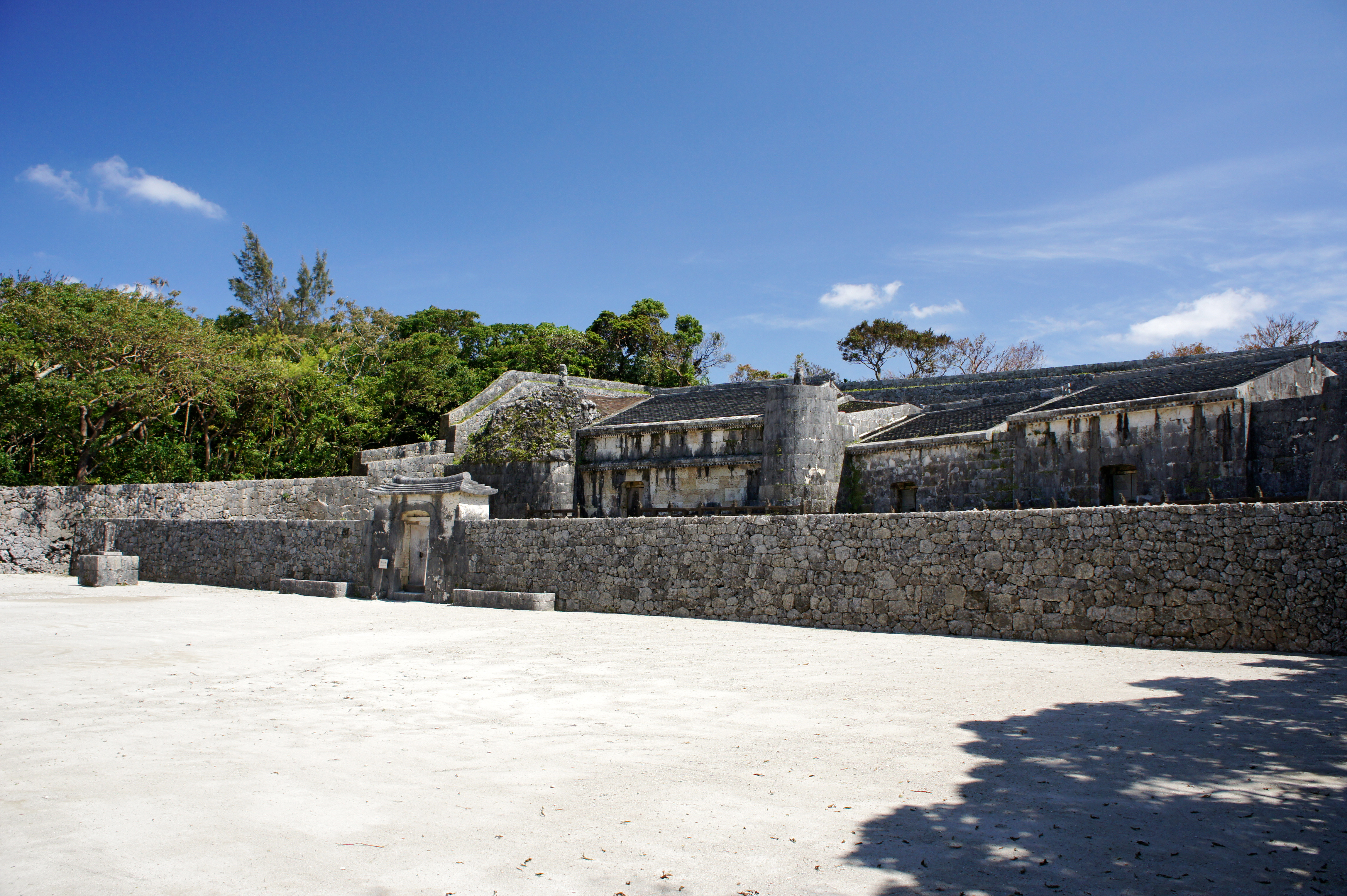
前門
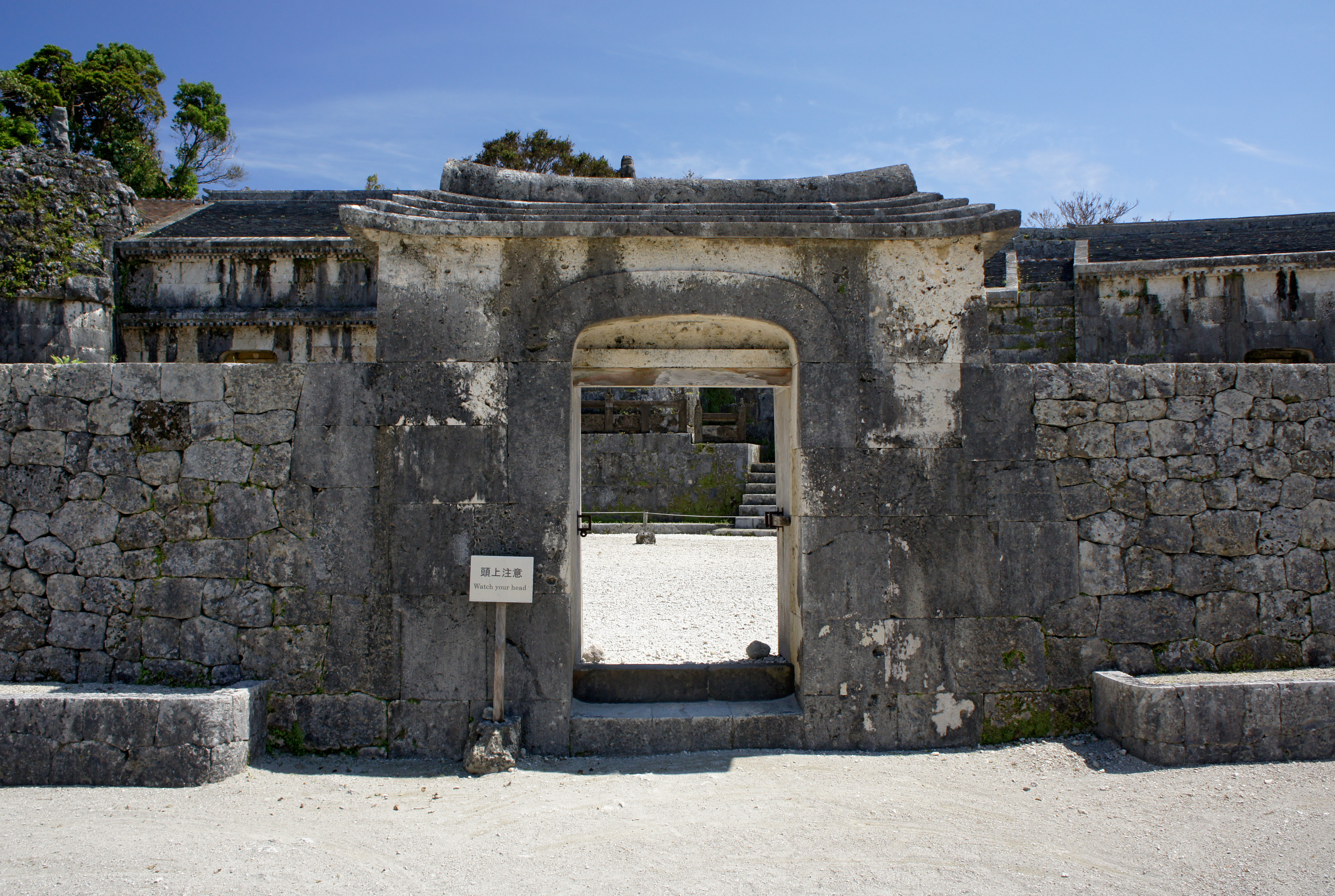
後門
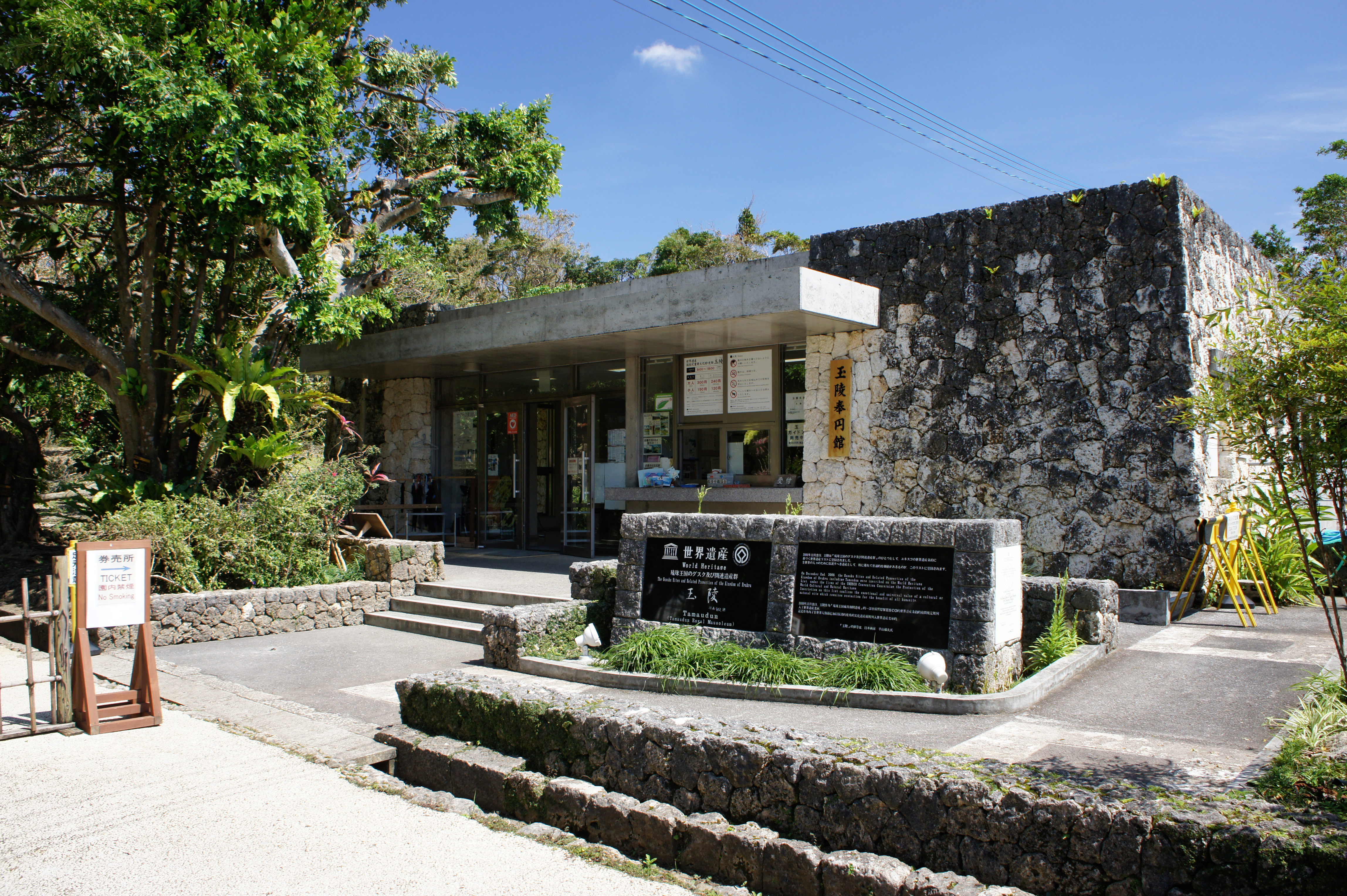
玉陵奉圓館

## 玉陵以外的尚家墓所
第二尚氏王朝諸王中，第2代尚宣威王和第7代尚寧王沒有被葬在玉陵。尚寧王由於統治期內國家被薩摩藩侵佔，認為無顏面對祖宗，遺言不入玉陵，被葬在了浦添極樂陵（今沖繩縣浦添市仲間），而尚宣威王的墳墓，相傳在今沖繩市的八重島。
此外，伊是名玉陵位於伊是名島伊是名城山麓的旁邊，是尚稷夫妻（尚圓王父母）以及歷代祝女的墓所。2005年，尚家21代當主尚昌的長女井伊文子、22代當主尚裕被葬於此。山川之玉陵則是琉球王室另外的墓所，葬有尚泰王第七子尚時。
尚家第21代當主尚昌的墳墓不在玉陵，而是在日本東京東台區上野。

## 腳註
1. ↑  .   [2016-04-26]. （原始内容存档于2016-05-29）.
2. 1 2 3  [.   [2013-12-24]. （原始内容存档于2013-07-02）. ]
3. ↑  .   [2019-11-03]. （原始内容存档于2019-11-03）.

## 外部連結
- （英文）UNESCO世界遺產列表：琉球王國的城堡以及相關遺產群 （页面存档备份，存于）
- （日語）沖繩的世界遺産玉陵 （页面存档备份，存于）
- （英文）玉陵的照片
- OpenStreetMap上有關玉陵的地理